# Tyler Biadasz
Tyler Biadasz (geboren am 20. November 1997 in Amherst, Wisconsin) ist ein US-amerikanischer American-Football-Spieler auf der Position des Centers und Guards, der aktuell für die Washington Commanders in der National Football League (NFL) spielt. Zuvor spielte Biadasz vier Jahre lang für die Dallas Cowboys.

## Frühe Jahre
Biadasz ging in seiner Geburtsstadt Amherst auf die Highschool, wo er zunächst für das Schulfootballteam als Defensive Tackle eingesetzt wurde. Später besuchte er die University of Wisconsin–Madison, wo er für das Collegefootballteam auf der Position des Centers seit 2017 41 Spiele als Starter absolvierte. 2017 wurde er ins Third-Team All-Big-Ten gewählt. 2018 und 2019 wurde er ins First-Team All-Big-Ten gewählt. Außerdem wurde er 2019 mit der Rimington Trophy ausgezeichnet.

## NFL
Tyler Biadasz wurde im NFL Draft 2020 in der vierten Runde an 146. Stelle von den Dallas Cowboys ausgewählt. Am fünften Spieltag seiner ersten NFL-Saison ersetzte er den eigentlichen Center der Cowboys Joe Looney, nachdem dieser sich am vierten Spieltag eine Knieverletzung zuzog. Am achten Spieltag wiederum verletzte sich Biadasz und wurde am 21. November 2020 auf die Injured Reserve List gesetzt. Am 12. Dezember 2020 wurde er von dieser wieder aktiviert.
In der Saison 2021 wurde Biadasz vor der Saison zum startenden Center ernannt. Er absolvierte alle Saisonspiele als Starter und absolvierte bis 2023 in drei Spielzeiten 49 Partien als Starter für Dallas.
Im März 2024 nahmen die Washington Commanders Biadasz unter Vertrag und statteten ihn mit einem Dreijahresvertrag im Wert von 30 Millionen US-Dollar aus.